# Leo Igwe

Leo Igwe (ur. 26 lipca 1970) jest nigeryjskim obrońcą praw człowieka i humanistą. Igwe jest byłym przedstawicielem Zachodniej i Południowej Afryki w Międzynarodowej Unii Humanistycznej i Etyczne i specjalizował się w kampanii przeciwko oskarżeniom dzieci o czary. Posiada doktorat z  Bayreuth International School of African Studies na Universität Bayreuth w Niemczech. Wcześniej ukończył studia filozoficzne na Uniwersytecie w Calabar w Nigerii. Walka o prawa człowieka spowodowała konflikt z wpływowymi wyznawcami czarostwa, takimi jak Liberty Foundation Gospel Ministries, przez krytykę roli, jaką według Igwego organizacje te miały w przemocy i porzuceniu dzieci spowodowanej czasami przez oskarżenia o czary. Praca w dziedzinie praw człowieka kilkakrotnie doprowadziła do aresztowania w Nigerii. Igwe pełnił kierownicze stanowiska w Nigerian Humanist Movement, Atheist Alliance International i nigeryjskiej Center for Inquiry. W 2012 Igwe został mianowany pracownikiem naukowym w James Randi Educational Foundation, gdzie kontynuuje prace przeciwdziałające negatywnym skutkom uprzedzeń, promuje sceptycyzm naukowy w całej Afryce i na całym świecie. W 2014 roku, Igwe został laureatem International Academy of Humanism. We wrześniu 2017 będzie prelegentem na odbywającym się we Wrocławiu 17 Europejskim Kongresie Sceptyków.

## Dzieciństwo i dorastanie
Igwe wychowywał się w południowo-wschodniej Nigerii w ściśle katolickiej rodzinie i „bardzo przesądnej społeczności”, jak to opisał w wywiadzie dla Gold Coast Bulletin. W wieku dwunastu lat wstąpił do seminarium by zostać księdzem katolickim, ale później skonfundowała go sprzeczność wierzeń chrześcijańskiej teologii i wiary w czarownice i czarowników, „zakorzenione w nigeryjskim społeczeństwie”. Po okresie badań i wewnętrznych konfliktów spowodowanych wątpliwościami na temat „dziwnego połączenia wierzeń plemiennych z fundamentalistycznym chrześcijaństwem, które, jego zdaniem, wstrzymuje rozwój Afryki”, 24-letni Igwe odszedł z seminarium i przeprowadził się do Ibadanu w Nigerii.

## Działalność na rzecz praw człowieka
Duży wpływ na działalność na Igwego miały prace Paula Kurtza, które czytał w czasopismach publikowanych przez Center for the Inquiry.
Igwe jest członkiem  Bayreuth International Graduate School of African Studies, gdzie jego projektem jest studium przypadku oskarżenia o czary w północnej Ghanie.
Jesienią 2000 roku artykuł w kwartalniku Free Inquiry Igwe wylicza różne sposoby, dzięki którym ekstremiści z Nigerii współdecydowali o samorządzie terytorialnym i narzucali religijne kodeksy, krępując egzekwowanie praw człowieka w tych rejonach.
W 2004 roku Igwe napisał, że w Nigerii współczesna wiara w czary prowadzi do rytualnego zabójstwa i ofiar z ludzi, zauważając jednocześnie, że kobiety i dzieci częściej posądzane są o „negatywne” zdolności czarodziejskie, podczas gdy zdolności mężczyzn opisuje się jako dobroczynne.
W 2008 roku Igwe wystąpił w filmie dokumentalnym BBC pt. Saving Africa's Witch Children (Ratując afrykańskie czarodziejskie dzieci), jako że jednym z głównych tematów była „łowczyni czarownic Helen Ukpabio”. Dokument opisywał „straszne zbrodnie popełnione przeciwko dzieciom oskarżonym o czary” i był wyświetlany także w HBO od 2010 roku.
W 2009 roku Igwe reprezentował International Humanist and Ethical Union w Afrykańskiej Komisji Praw Człowieka w Bandżulu w Gambii, gdzie wypowiadał się przeciwko dyskryminacji kastowej w Afryce.
Na podstawie komunikatu prasowego European Humanist Federation (EHF) w 2010 roku do domu Igwego wtargnęli żołnierze i policje na podstawie „fikcyjnego oskarżenia o morderstwo”, wydanego rzekomo przez mężczyznę, którego Igwe wcześniej próbował zaskarżyć za gwałt na 10-letniej dziewczynce w 2006 roku. Według raportu Igwe był aresztowany trzykrotnie od rozpoczęcia sprawy o gwałt, rzekomo w wyniku złośliwych petycji, co skłoniło Davida Pollocka z EHF do skontaktowania się z wiceprezydentem Nigerii Goodluckiem Jonathanem, prosząc o wstawiennictwo.
Według EHF, w sierpniu 2010 roku rodzina Igwego została zaatakowana i dwóch niezidentyfikowanych mężczyzn napadło na ojca Igwego, powodując „rozległe rany na twarzy i rękach”, w wyniku których lekarze musieli chirurgicznie usunąć mu oko. Sprawa została podjęta przez Amnesty International po tym, jak policja odmówiła wszczęcia śledztwa.
11 stycznia 2011 r., podczas próby ratowania dwóch dzieci, które były ofiarami oskarżeń o czary w Akwa Ibom w południowej Nigerii, Igwe został „aresztowany i pobity przez policję”, a później wypuszczony bez postawienia zarzutów.
11 lutego 2014 r. Igwe został laureatem International Academy of Humanism.

## Sceptycyzm naukowy

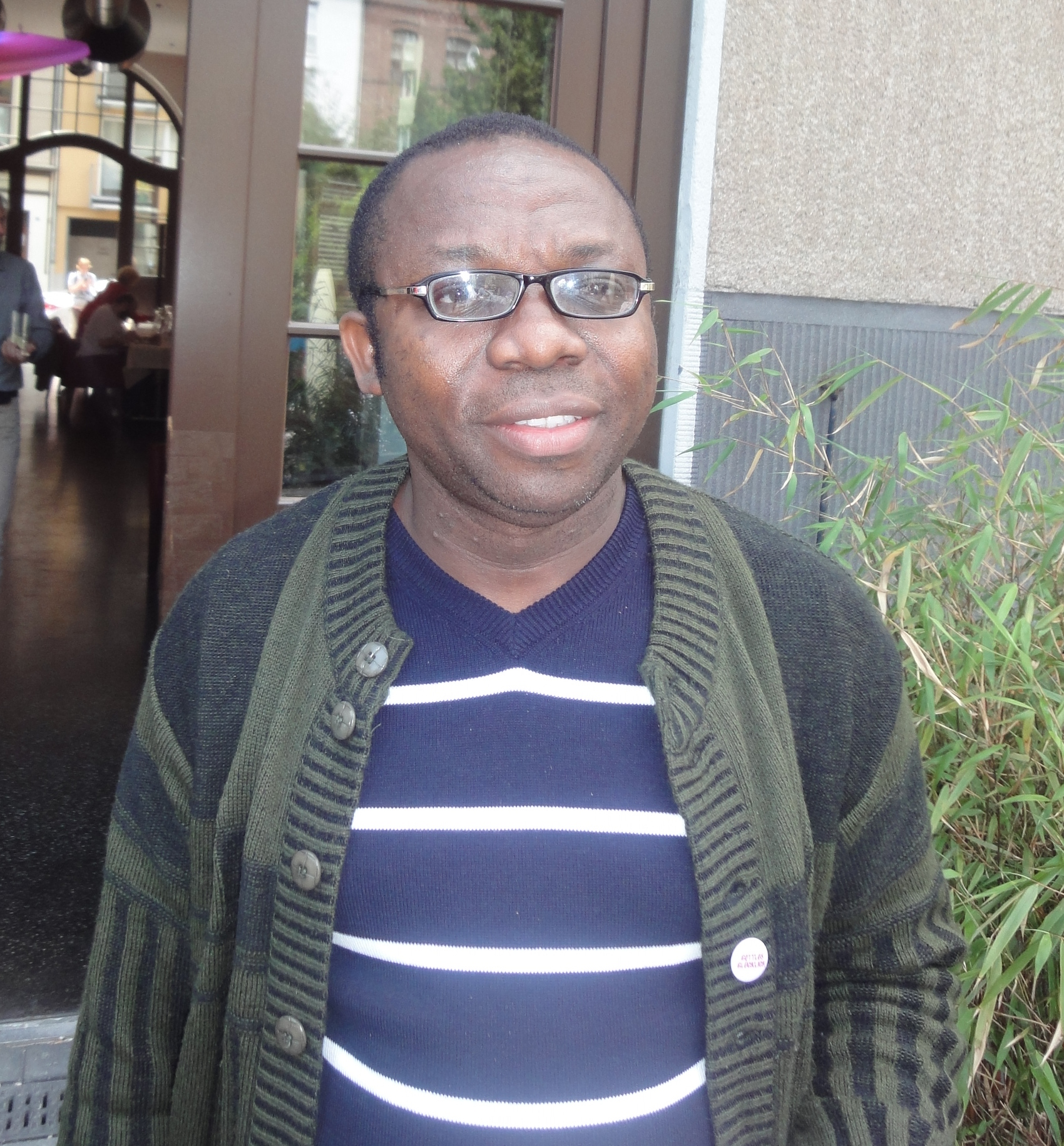
Leo Igwe

W 2012 roku Igwe napisał Manifest Sceptycznej Afryki, który otrzymał poparcie od wielu aktywistów społecznych w Afryce, jak również działaczy na rzecz sceptycyzmu na całym świecie.
W październiku 2012 roku Igwe został pracownikiem naukowym organizacji James Randi Educational Foundation (JREF), założonej przez magika i sceptyka Jamesa Randiego. Randy powiedział, że „JREF jest dumny, że może pracować z Leo Igwe nad walką ze śmiertelną dezinformacją w Afryce i na całym świecie”, dodając, że misja JREF „świetnie wpisuje się w bardzo ważną prace Igwego”.
W 2013 roku na organizowanej przez JREF konferencji TAM 2013, Igwe był prelegentem na panelu „Wspieranie sceptycyzmu na całym świecie”. Podczas tej konferencji udzielił wywiadu, gdzie opisał trzy testy stosowane w celu sprawdzenia, czy dana osoba jest „winna” uprawiania czarów.
„Test kurczaka” wymaga, żeby oskarżony dostarczył kilka kur do wróżbity, będącego sędzią. Wróżbita ceremonialnie pozbawia kury głowy i patrzy, jak zwierzęta upadają. Jeśli kura spadnie patrząc w niebo, oskarżony jest niewinny, ale jeśli będzie patrzyć w kierunku ziemi, oskarżony jest winny.
„Test krokodyla” to prosty test, w którym oskarżonego wrzuca się do rzeki z krokodylami. Oskarżony jest winny, jeśli zostanie zaatakowany i zjedzony. Test podobno nie jest już stosowany, ale Igwe podejrzewa, że powodem tego są nadmierne polowania na krokodyle.
„Test miotły” wykorzystuje prawa fizyki działające na wyraźną niekorzyść oskarżonego. Podejrzany siedzi na małym siedzisku dającym niewiele wsparcia i utrudniającym utrzymanie równowagi. Po pewnych czynnościach rytualnych, oskarżonego popycha się szczeciną dwóch mioteł i jeśli oskarżony zostanie zepchnięty z siedziska, uznaje się go za winnego.